# Boutigny-Prouais
Boutigny-Prouais és un municipi francès, situat al departament de l'Eure i Loir i a la regió de Centre – Vall del Loira. L'any 2007 tenia 1.663 habitants.

## Demografia

### Població
El 2007 la població de fet de Boutigny-Prouais era de 1.663 persones. Hi havia 589 famílies, de les quals 95 eren unipersonals (37 homes vivint sols i 58 dones vivint soles), 185 parelles sense fills, 284 parelles amb fills i 25 famílies monoparentals amb fills.
La població ha evolucionat segons el següent gràfic:
Habitants censats

### Habitatges
El 2007 hi havia 722 habitatges, 592 eren l'habitatge principal de la família, 100 eren segones residències i 30 estaven desocupats. 713 eren cases i 7 eren apartaments. Dels 592 habitatges principals, 535 estaven ocupats pels seus propietaris, 35 estaven llogats i ocupats pels llogaters i 22 estaven cedits a títol gratuït; 3 tenien una cambra, 16 en tenien dues, 45 en tenien tres, 135 en tenien quatre i 392 en tenien cinc o més. 503 habitatges disposaven pel capbaix d'una plaça de pàrquing. A 204 habitatges hi havia un automòbil i a 357 n'hi havia dos o més.

### Piràmide de població
La piràmide de població per edats i sexe el 2009 era:
| Homes | Edats   | Dones |
| ----- | ------- | ----- |
| 0     | 95 o +  | 0     |
| 0     | 90 a 94 | 4     |
| 0     | 85 a 89 | 16    |
| 0     | 80 a 84 | 8     |
| 20    | 75 a 79 | 20    |
| 24    | 70 a 74 | 16    |
| 16    | 65 a 69 | 32    |
| 44    | 60 a 64 | 28    |
| 32    | 55 a 59 | 36    |
| 48    | 50 a 54 | 44    |
| 88    | 45 a 49 | 72    |
| 60    | 40 a 44 | 116   |
| 68    | 35 a 39 | 32    |
| 44    | 30 a 34 | 68    |
| 8     | 25 a 29 | 40    |
| 28    | 20 a 24 | 56    |
| 72    | 15 a 19 | 56    |
| 84    | 10 a 14 | 84    |
| 64    | 5 a 9   | 68    |
| 36    | 0 a 4   | 48    |

## Economia
El 2007 la població en edat de treballar era de 1.089 persones, 855 eren actives i 234 eren inactives. De les 855 persones actives 790 estaven ocupades (429 homes i 361 dones) i 65 estaven aturades (27 homes i 38 dones). De les 234 persones inactives 59 estaven jubilades, 93 estaven estudiant i 82 estaven classificades com a «altres inactius».

### Ingressos
El 2009 a Boutigny-Prouais hi havia 631 unitats fiscals que integraven 1.820,5 persones, la mediana anual d'ingressos fiscals per persona era de 24.587 €.

### Activitats econòmiques
Dels 62 establiments que hi havia el 2007, 2 eren d'empreses extractives, 1 d'una empresa alimentària, 2 d'empreses de fabricació d'altres productes industrials, 13 d'empreses de construcció, 10 d'empreses de comerç i reparació d'automòbils, 1 d'una empresa de transport, 1 d'una empresa d'hostatgeria i restauració, 5 d'empreses d'informació i comunicació, 1 d'una empresa financera, 7 d'empreses immobiliàries, 14 d'empreses de serveis, 2 d'entitats de l'administració pública i 3 d'empreses classificades com a «altres activitats de serveis».
Dels 18 establiments de servei als particulars que hi havia el 2009, 1 era un taller de reparació d'automòbils i de material agrícola, 2 paletes, 2 guixaires pintors, 1 fusteria, 4 lampisteries, 2 electricistes, 1 perruqueria i 5 agències immobiliàries.
L'únic establiment comercial que hi havia el 2009 era una carnisseria.
L'any 2000 a Boutigny-Prouais hi havia 24 explotacions agrícoles que ocupaven un total de 2.760 hectàrees.

## Equipaments sanitaris i escolars
El 2009 hi havia una escola elemental.

## Poblacions més properes
El següent diagrama mostra les poblacions més properes.